# 平方メートル
平方メートル（へいほうメートル、square metre）は、計量法および国際単位系（SI）における面積の単位である。1平方メートルは、「辺の長さが一メートルの正方形の面積」と定義される。
日本語圏内では、メートルを「米」と書くことから、「平方米」を略して平米（へいべい、へーべー）と略したり発音される場合もある。ただし日本の計量法では「平米」の表記や「へいべい、へーべー」の読みは認められていない。
平方メートルの単位記号は、m2である。大文字によるM2は用いることはできない（大文字のＭはSI接頭語のメガである）。

## 換算
1平方メートルは以下に等しい。
- 0.01 アール（a）
- 0.0001 ヘクタール（ha）
- 約 1550.38 平方インチ（in2）
- 約 10.764 平方フィート（ft2）
- 約 1.196 平方ヤード（yd2）
- 正確に 0.3025 坪（1 坪 = 約 3.305 785 124 m2）
- 約 0.001 0083 反

## 分量・倍量単位
平方メートルの分量・倍量単位のSI接頭語は、「平方メートル」全体ではなく「メートル」部分のみに対してつけられるものであり、接頭語も2乗されている事に注意。
例えば km2は、（km）2であり、k *（m2）ではない。つまり1km2は、1辺が1kmの正方形の面積、すなわち m2 の1 000 000（=10002）倍の面積である。
平方ミリメートル（mm2）
1辺が1ミリメートル (mm) の正方形の面積。1 mm2 = 10−6 m2。
平方センチメートル（cm2）
1辺が1センチメートル (cm) の正方形の面積。1 cm2 = 10−4 m2。CGS単位系では面積の基本となる単位である。
平方キロメートル（km2）
1辺が1キロメートル(km) の正方形の面積。1 km2 = 106 m2 = 100 ha。都道府県や国の面積はこのスケールになる。
平方メガメートル（Mm2）
1辺が1メガメートル（Mm）の正方形の面積。1 Mm2 = 106 km2 = 1012 m2。海や大陸の面積、惑星などの表面積はこのスケールになるが、あまり用いられない。
- 1 Mm2はエジプトのおよその面積
- 日本の面積は、0.38 Mm2
- アフリカの面積は 30.2 Mm2
- 月の表面積は 38 Mm2
- 地球上の陸地の面積は 149.8 Mm2
- 太平洋の面積は 179.7 Mm2
- 地球の表面積は 510 Mm2

核物理学で用いられる反応断面積の単位にバーン（barn、b）があり、100平方フェムトメートル（fm2）に等しい。

## 符号位置
| 記号 | Unicode | JIS X 0213 | 文字参照          | 名称               |
| ---- | ------- | ---------- | ----------------- | ------------------ |
| ㎟   | U+339F  | -          | &#x339F; &#13215; | 平方ミリメートル   |
| ㎠   | U+33A0  | -          | &#x33A0; &#13216; | 平方センチメートル |
| ㍸   | U+3378  | -          | &#x3378; &#13176; | 平方デシメートル   |
| ㎡   | U+33A1  | 1-13-54    | &#x33A1; &#13217; | 平方メートル       |
| ㎢   | U+33A2  | -          | &#x33A2; &#13218; | 平方キロメートル   |

Unicodeには、平方メートルとその分量・倍量単位を表す上記の文字が収録されている。これらはCJK互換用文字であり、既存の文字コードに対する後方互換性のために収録されているものであるので、使用は推奨されない。（機種依存文字）